# Leonaspis
Leonaspis es un género de trilobites odontopleúridos muy extendido que vivió desde el Ordovícico Superior hasta el Devónico Medio. Se han encontrado fósiles de varias especies en todos los continentes excepto en la Antártida.